# Samuel Morse

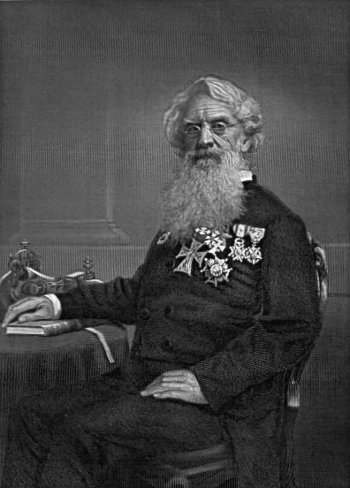
Samuel Morse

Samuel Morse, tên đầy đủ là Samuel Finley Breese Morse, người Mỹ, là một họa sĩ, nhà phát minh tín hiệu vô tuyến điện và bảng chữ cái mang tên ông – Tín hiệu Morse. Samuel Morse sinh ngày 27 tháng 4 năm 1791 ở Charlestown, Massachusetts. Ông mất ngày 2 tháng 4 năm 1872 ở Thành phố New York.

## Tiểu sử

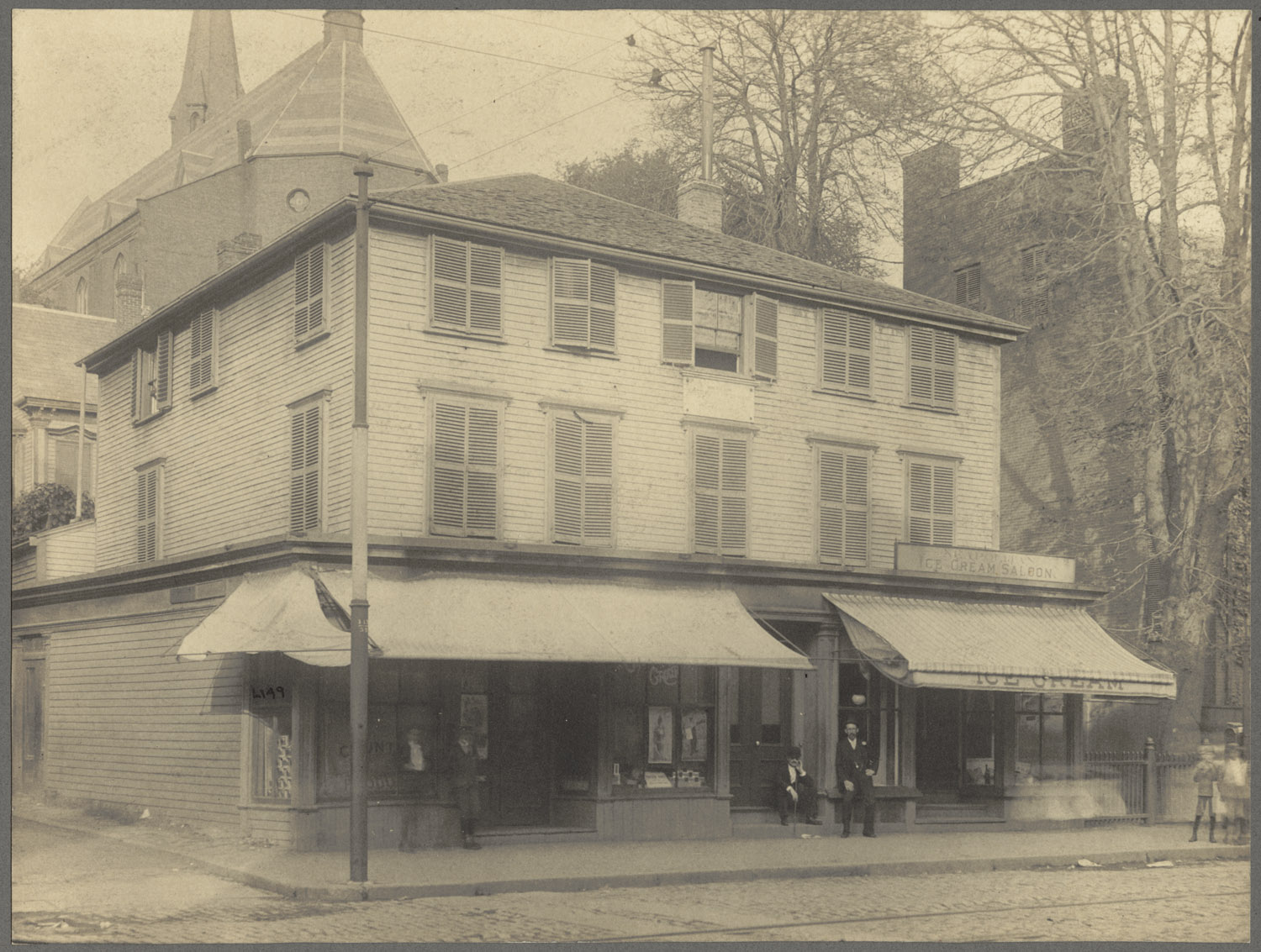
Ngôi nhà của Morse ở Charlestown

27 tháng 4 năm 1791, sinh ra ở Charlestown (gần Boston, Massachusetts).
1811, nhận bằng tốt nghiệp sau khi học tại Đại học Yale, (Connecticut), ông làm việc tại một nhà xuất bản ở Boston, từ đây ông chuyên tâm vào hội họa.
1811, tới Luân Đôn để theo các khóa học nghệ thuật tại Benjamin West.
1813, nhận huy chương vàng về điêu khắc tại Hiệp hội nghệ thuật Adelphi.
1815, trở lại Hoa Kỳ nơi ông đã vẽ các tranh vải lịch sử & chân dung, thể hiện một tài năng nhất định.
1825, lập ra ở Thành phố New York Học viện thiết kế quốc gia Hoa Kỳ và trở thành chủ tịch đầu tiên, giữ chức trong 16 năm. Cùng năm này, ông đã tạo ra bảng chữ cái với một cái tên khác lạ.
1829, tới châu Âu và ở lại trong ba năm tại Pháp và Ý để nghiên cứu về nghệ thuật.
1844, Morse gửi bức điện báo đầu tiên, báo hiệu cho một bước tiến mới của kỷ nguyên truyền thông của con người

## Tác phẩm

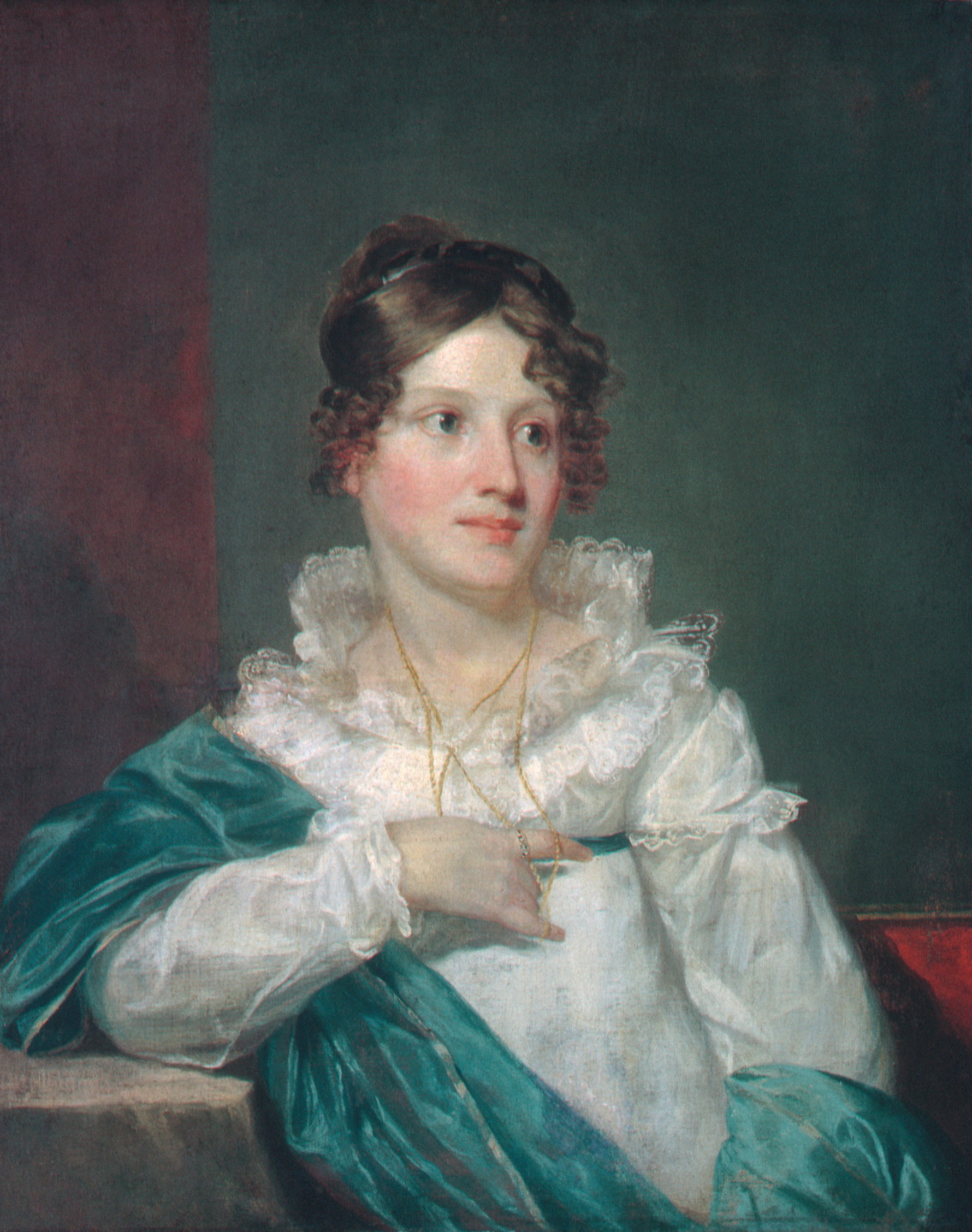
Chân dung Daniel de Saussure Bacot, Morse vẽ năm 1830
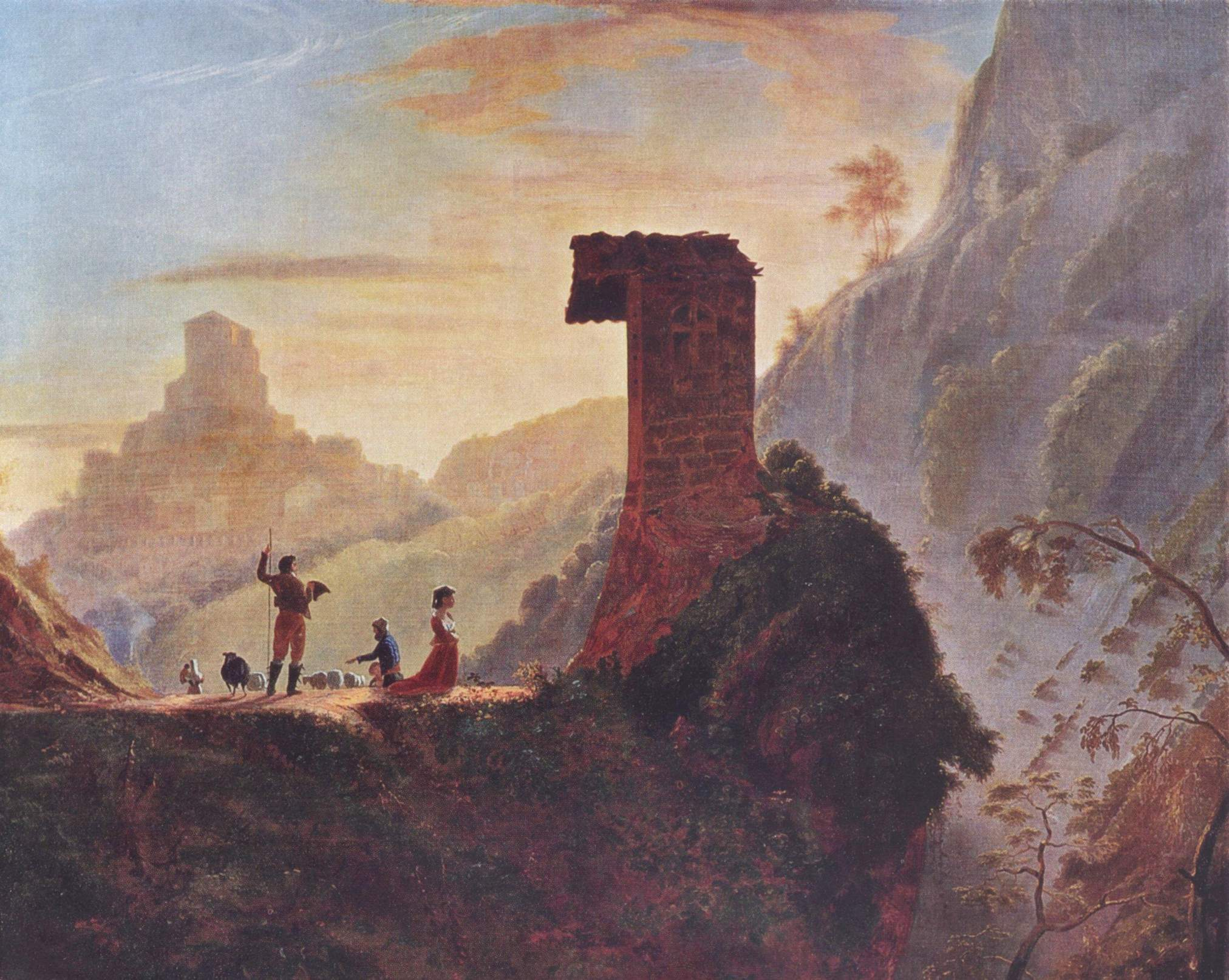
Nhà nguyện của các nữ tu ở Subiaco, Morse vẽ năm 1830